# Tenericuts
Els tenericuts (Tenericutes) són el filum de bacteris que conté la classe dels mol·licuts.